# NCSA HTTPd
Le NCSA HTTPd est un serveur HTTP développé au National Center for Supercomputing Applications (NCSA) de 1993 à 1998. Le « d » de « HTTPd » signifie daemon.
L'interface de programmation Common Gateway Interface (CGI) a été inventée sur ce serveur.
Le NCSA HTTPd a servi de base au serveur Apache, qui est né sous forme de patches à appliquer à NCSA HTTPd. Par la suite, les développeurs du serveur Apache ont progressivement réécrit le code source, éliminant totalement le code de NCSA HTTPd.